# Pilot
 Ovo je glavno značenje pojma Pilot. Za druga značenja pogledajte Pilot (razdvojba).
Pilot (od fra. pilote = hrv. peljar) je osoba školovana za upravljanje zrakoplovom. Piloti mogu biti profesionalni ili amateri, civilni ili vojni.

## Civilni piloti
Civilni piloti mogu biti sportski, privatni ili komercijalni.
- Sportski piloti lete iz osobnog zadovoljstva na malim sportskim avionima, te većina ljudi može dobiti dozvolu za sportsko letenje.
- Privatni piloti također lete za osobne potrebe, ali smiju prevoziti nekoliko putnika. Lete na nešto većim avionima poput Cessne.
- Komercijalni piloti lete u zrakoplovnim kompanijama te prevze putnike i/ili teret. Otprilike 1 od 4 čovjeka može proći psihofizičke kriterije za komercijalnog pilota.

## Vojni piloti
Vojni piloti se dijele na pilote helikoptera, bombardera, transportnih zrakoplova i lovačke pilote.
- Piloti helikoptera upravljaju velikim rasponom transportnih i jurišnih helikoptera te su odgovorni za prijenos opreme i vojnika te zadaće bliske zračne podrške kopnenim snagama i protuoklopne borbe.
- Piloti bombardera vrše strateške i taktičke udare iz velike visine te su osposobljeni za lansiranje nuklearnog oružja.
- Piloti transportnih zrakoplova vrše dužnosti slične onima komercijalnih pilota, uz mogućnost vršenja zračnog desanta padobrancima te prevoženja velikih količina vojne opreme na interkontinentalnim udaljenostima.
- Borbeni piloti su najprestižnije pilotsko zvanje i jedno od najprestižnijih zanimanja uopće. Prvenstveno vrše zadaće zračne borbe protiv neprijatelskih zrakoplova i lovaca te udare na zemlju i pružanje bliske zračne podrške. Lovački piloti moraju biti u iznimnoj psihofizičkoj kondiciji, kako bi podnijeli mentalne i fizičke stresove zračne borbe. Oni su najbolji od najboljih svakog zrakoplovstva i samo 1 od 100 ljudi, dakle 1% stanovništva ispunjava psihofizičke kriterije tog zanimanja, jednog od najzahtjevnijih na svijetu.